# Dacnusa angelicina
Dacnusa angelicina är en stekelart som beskrevs av Griffiths 1967. Dacnusa angelicina ingår i släktet Dacnusa och familjen bracksteklar. Inga underarter finns listade i Catalogue of Life.